# Мень Олександр Володимирович
Олекса́ндр Володи́мирович Мень (рос. Алекса́ндр Влади́мирович Мень, 22 січня 1935 — 9 вересня 1990) — священник Російської православної церкви, богослов, проповідник, автор книг з богослів'я, історії християнства та інших релігій.

## Біографія
Народився в Москві, в сім'ї єврейського походження.
Прабабуся отця Олександра, Ганна Йосипівна, рано овдовіла, проте одна виховала семеро дітей. У молодості, живучи в Харкові, вона важко захворіла, і її зцілив молитвою сам отець Іван Кронштадтський, залічений православною церквою до лику святих).

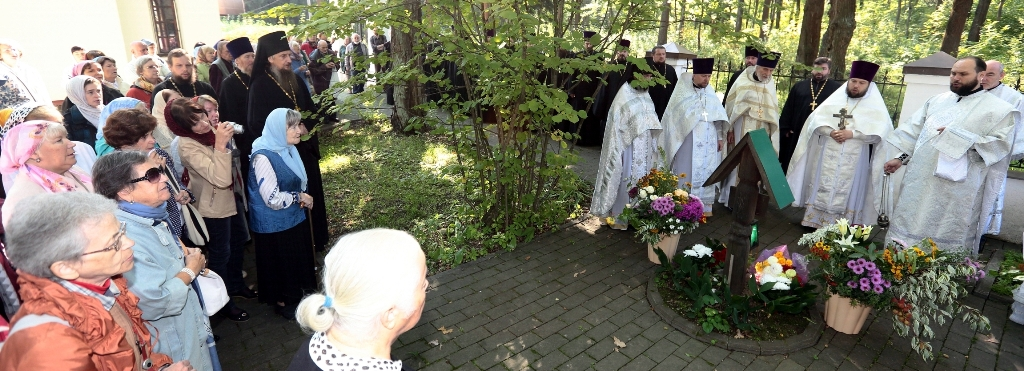
День пам'яті протоієрея Олександра Меня в Сергієвому Посаді, протоієрей Валерій Малишкін, священник Олександр Колесников, священник Віктор Григоренко

Батько, Вольф Герш-Лейбович (Володимир Григорович) Мень, народився 1902 року в Києві, у дитинстві навчався в єврейській релігійній школі, закінчив два виші, працював головним інженером на текстильній фабриці.
Мати — Олена Семенівна Мень народилася 1909 року. З юності тягнулася до християнства. Вивчала в Харківській приватній гімназії православне віровчення.
У шестимісячному віці був охрещений разом з матір'ю. Хрещення здійснив таємно священник Катакомбної церкви архімандрит Серафим (Бітюков).
Навчався О. В. Мень у московській школі в Стрем'янному провулку, яка нині відома як школа № 1060. Вчився в Московському хутряному інституті (1953—1954 роках), потім у Іркутському сільгоспінституті (1955—1958), звідки виключений за релігійні переконання.
1 червня 1958 року був рукопокладений в диякони, за місяць після відрахування з сільгоспінституту. 1 вересня 1960 року (після закінчення Ленінградської духовної семінарії) — у священники в Донському монастирі єпископом Стефаном (Нікітіним), і направлений другим священником в храм Покрову Пресвятої Богородиці в село Алабіно (50 км від Москви).
1964 року отець Олександр був переведений в церкву поблизу станції Тарасівка на Ярославській залізниці, де пропрацював другим священником 6 років.
1970 року о. Олександр був переведений в храм Стрітення Господнього у м. Пушкіно, під Москвою (Ярославська залізниця). У цьому храмі він прослужив другим священником до 1989 року, коли був призначений настоятелем.
9 вересня 1990 року його життєвий шлях був обірваний рукою вбивці, коли він йшов на Недільну літургію; на території Московської області (Сергієв Посад, «рос. Семхоз»). Вбивцю і досі не знайдено.

## Творчий шлях

### Формування поглядів
Крім отця Серафима (Батюкова) на молодого Олександра Меня справили враження Б. О. Васильєв, М. О. Голубцов та М. Є. Толкачов.
Після відродження православної церкви в 40-х роках духовні діти отців Мечевих, що зберегли життя і свободу, організували в Москві підпільний гурток, який збирався в основному на квартирі Бориса Олександровича Васильєва. Таємний священник, палеонтолог, етнограф і історик, автор книги про Пушкіна (йому належить книга «Духовний шлях Пушкіна». М, 1994 р.), ця неабияка людина пройшла через в'язниці, табори і заслання. Саме Борис Васильєв заохочував Олександра вивчати біблейську історію, стародавній Схід, і завжди закликав погоджувати сучасні наукові знання з вірою.
На ґрунті екменізму в студентські роки контактував з Миколою Євграфовичем Товкачем (1892—1982). Інтелектуал, відкритий світу, професор, доктор хімічних наук, Товкачов допоміг Олександру дізнатися західне християнство.
У підлітковому періоді читав книги з філософії, богослів'я, біології, історії, часто відвідував консерваторію, ходив у зоопарк малювати тварин. Пізніше о. Олександр часто повторював: «Бог дав нам дві книги: Біблію і природу».
У середині 50-х майбутній о. Олександр зближується з другом і прихожанином отців Мечевих — священником Миколою Олександровичем Голубцовим, у минулому дипломованим біологом. Його тоді називали пастирем московської інтелігенції. Микола Голубцов був людиною відкритою і демократичною, здатним вести діалог з невіруючими.
В 50-х роках Олександр познайомився з працями Володимира Соловйова, який з тих пір став його духовним вчителем. Про Соловйова говорив, що той «з'єднав в ньому віру і спадщину Святих отців з філософським мисленням». Але софіологію, апокаліптичний песимізм і утопічні ідеї Соловйова ніколи не приймав. У ті ж роки багато читав стародавніх філософів: Спінозу, Декарта, Лейбніца.
Був у захопленні від книги «Стовп і ствердження істини» Флоренського. Розповідав, що з богословів більше всього зобов'язаний російській релігійній думці: Володимиру Соловйову, Миколі Бердяєву, Миколі Лосському, П. Флоренському, С. Булгакову (ранньому) і С. Франку. Дуже цінував С. Трубецкого. Із західних вважав найважливішим для себе К. Даусена, Гарнака (хоча його погляди в цілому не розділяв), Честертона, Любака. У 1961 році познайомився з працями Тейара де Шардена, який йому був дуже близький. З нових філософів отцю Олександру були найбільш близькі Бергсон, Джеймс.

### Ідеї та погляди
Історія Церкви для о. Олександра — це боротьба справжнього християнства з язичницькими нашаруваннями. Мракобісся і обскурантизм вважав ганьбою для християн.
У своїй шеститомній праці з історії релігії о. Олександр ясно сформулював своє переконання, що між даними науки і Священним Писанням немає суперечностей. Суперечності бачать ті, хто не знає історії і літературних жанрів Стародавнього Сходу, не вміє читати Біблію. Тому так багато сил він віддав тому, щоб навчити сучасників розуміти Біблію. Його знання біблеїста отримали міжнародне визнання вже в 70-ті роки, коли він був запрошений взяти участь у виданні Брюссельської Біблії (у ній йому належать коментарі до П'ятикнижжя Мойсея і книг Пророків). За кордон він в ті роки не виїжджав, вся робота відбувалася в Москві.
У своїх літературних роботах о. Олександр ставив перед собою, окрім пастирської роботи, такі завдання: 1) проводити синтез Біблії і науки, зокрема історичної, 2) розповідати про церковну історію і життя в Церкві у світлі Євангелія.
О. Олександр вважав, що найважливішими завданнями сучасного пастиря повинні бути проповідь і місія, а найбільша небезпека для християн — замикатися в «благополучному» церковному «гетто».

### Книги
Вже в 1959 році він закінчив перший варіант однієї з своїх найкращих книг про Христа — «Син Людський» (Брюссель, 1969, 2 вид. М. 1991). В цій книзі автор подає історію земного служіння Ісуса Христа, Його життєвий шлях через призму тогочасної свідомості людства.
А в 1960 році почав писати шеститомну «Історію релігій» як введення в історію Церкви.
В рамках цього дослідження, яке проходило в Алабіно о. Олександром були написані Том 1. «Витоки Релігії», Том 2. «Магізм і єдинобожжя», Том 3. «Біля брам мовчання», ще один варіант «Сина Людського». У тарасовський період — Том 4. «Діонис, Логос, Доля» і повністю перероблено перші три томи шеститомника, який об'єднала назва «У пошуках Шляху, Істини і Життя».
В Новому Селі о. Олександр завершив п'яту книгу своєї історії релігій Том 5. «Вісники Царства Божого»(Брюссель, видавництво «Життя з Богом» 1972 рік) і шостий том Том 6. «На порозі Нового Заповіту»[недоступне посилання з липня 2019](Брюссель, видавництво «Життя з Богом» 1983 рік.).
Ця унікальна праця є деталізованим підручником з історії релігії — від найдавніших часів до сьогодення. Автор проводить читача з прамонотеїстичного минулого, через прадавнє язичництво, грецький і латинський культи, вірування Китаю, Індії і Ірану, монотеїстичну релігію Старого Заповіту — до благовістя Ісуса. Весь цей шлях усвідомлення людства вищої реальності автор подає виключно на основі ґрунтовного аналізу відповідних джерел.
Ця титанічна робота отця Олександра тривала понад 20 років і результат її — шість томів історії людського духу.
Бібліологічний словник (в 3 томах) (Москва, 2002)- тритомне видання — це більш ніж 10-річна праця отця Олександра. Це довідкове видання містить тематичні статті по біблейському богослів'ю і біблейській критиці. В нього також включені статті про видатних богословів і учених священнослужителів, церковних письменників і істориків, художників перекладачів і видавців, — тих, чиї праці так чи інакше мають відношення до історії Церкви Христової.
Але не лише ці книги енциклопедичного обсягу, базовані на величезній джерельній базі, залишились у спадок від о. Олександра. Також є дуже цінними: «Перші апостоли», «Таїнство, слово і образ. Про православне богослужіння» (Москва, 1991) «Ісагогіка. Курс по вивченню Святого Письма Старого Заповіту», «Практичне керівництво до молитви», «Читаючи Апокаліпсис» і багато інших статей і нарисів.

## Пастирська практика
У часи радянських репресій проти вірян, коли держава забороняла організовувати будь-які збори (молитовні або з вивчення Біблії), о. Олександр, починає організовувати при своєму приході так звані «малі групи». Ці общини християн, сполучені довірою і любов'ю, допомогли багатьом людям по-справжньому прийти до віри, знайти друзів, вивчити Священне Писання, навчитися молитися. У общинах о. Олександра створювалося «середовище», в якому віряни могли б почувати себе вільно.

## Критика
О. Олександр Мень базує свій релігійний і історіософський світогляд на еволюціонізмі, науковій критиці Святого Письма, екуменістичному погляді на буття Святої Церкви. Проте ніколи не нав'язував своєї думки, а завжди аргументував свої погляди на історичних джерелах. Він завжди прагнув отримати інтелектуальну і виважену критику своїх поглядів, а зустрічав найчастіше войовничий обскурантизм і абсурдні звинувачення. Попри еволюціонізм, екуменізм і критичний підхід до біблійного тексту — о. Олександр ніколи не полишав чіткої орієнтації на Святу Православну Церкву.

## Значення для православної церкви
Праці «Син Людський», «Історія релігій. В пошуках Шляху, Істини і Життя» в шести томах, Бібліологічний словник в трьох томах — є абсолютно унікальним явищем в новітній православній історіософії і релігійній філософії. Гігантський обсяг проведеної роботи можна оцінити прочитавши розділ «бібліографія» кожної з наведених книг.
Ці роботи є суто науковими, проте написані живою мовою. Їх тематика зосереджена на перетині релігії, історії, філософії і культурології — і не мають аналогів в сучасному православному богослів'ї. Такої наукової роботи, яка б включала всі релігійні пошуки людства і приводила їх до спільного знаменника у Христі — до о. Олександра православна історіософія, еклезіологія і філософія не мала. Його спадщина перекладена багатьма мовами світу. Українською видано «Син Людський» і «Перші апостоли» видавництвом «Свічадо».
Жива, відкрита і яскрава особистість отця Олександра — як сплав дійсної діяльної любові до Христа і чесної інтелектуальної праці на користь ближнього — яскраво втілилася в його літературному доробку і знаходить свого читача по всьому світу.
Митрополит Волоколамський Іларіон (Алфеєв) в ефірі програми «Церква і світ», що вийшла на каналі «Росія-24» 13.02.2021, заявив, що в працях Меня є погляди, які мають спірний характер, але це не є перешкодою для його зарахування до лику святих: «Отець Олександр Мень був видатним проповідником, катехизатором і місіонером свого часу. Його життя протікало у важких умовах, коли Церква була позбавлена можливості проповідувати за межами храмів. Він проповідував і в своєму храмі, де до кінця днів служив священником. Він проповідував через книги, а в останні роки, коли відкрилися нові можливості, проповідував і в світських аудиторіях. Його смерть була трагічною. Я думаю, що, якщо буде доведено, що вона була мученицькою, він може бути канонізований як мученик. Він, звичайно, вважав Ісуса Христа Сином Божим, був православним священнослужителем, який сповідував православний Символ віри. Але в його книгах можна знайти погляди, які мають спірний характер. Наприклад, він в деяких своїх книгах проводив паралелі між християнством та іншими релігіями, і ці паралелі створювали враження, що між християнством та іншими релігіями набагато більше спільного, ніж це є насправді. Ось така широта поглядів отця Олександра Меня і тоді бентежила читачів, і зараз продовжує їх бентежити».

### Переклади українською
Греко-католицьким видавництвом «Свічадо» було зроблено декілька перекладів на українську мову: «Син Людський», «Перші апостоли», «Отець Олександр Мень відповідає на запитання».

### Російською
- - Син Людський
- Історія релігії. В пошуках Шляху, Істини і Життя (в 6 томах) (Москва, 1991-92)
  - Том 1. Витоки релігії
  - Том 2. Магізм і Єдинобожжя. Религійний шлях людства до епохи великих Учителів
  - Том 3. Біля брам Мовчання. Духовне життя Китаю та Індії в середині першого тисячоліття до нашої ери
  - Том 4. Діоніс, Логос, Доля. Грецька релігія і філософія від епохи колонізації до Олександра
  - Том 5. Вісники Царства Божого. Біблейські пророки від Амоса до Реставрації (7-4 ст. до н. е.)
  - Том 6. На порозі Нового Заповіту
- Перші апостоли (не завершена)
- Історія релігії (підручник в 2 томах) (Москва, 1997)
  - Том 1. В пошуках Шляху, Істини і Життя
  - Том 2. Шляхи Християнства
  - Бібліологічний словник (в 3 томах) (Москва, 2002)
  - Том 1. А-І
  - Том 2. К-П
  - Том 3. Р-Я
- Таїнство, слово і образ. Про православне богослужіння (Москва, 1991)
- Ісагогіка. Курс по вивченню Святого Письма Старого Заповіту
- Світло світу. Євангельска історія, переказана для дітей
- Практичне керівництво до молитви
- Читаючи Апокаліпсис
- Отець Олександр відповідає на питання
- Всі книги… [Архівовано 25 січня 2010 у Wayback Machine.]. Бібліотека сайту Фонду Олександра Меня

## Книги про отця Олександра
- Аман, Ів. Отець Олександр Мень. Свідок Христа нашого часу (Москва, 1995) [Архівовано 11 червня 2009 у Wayback Machine.]
- Бичков, Сергій. Хроніка нерозкритого вбивства(Москва, 1996) [Архівовано 25 січня 2010 у Wayback Machine.]
- Єрьомін, Андрій. Отець Олександр Мень. Пастир на межі століть (Москва, 2001) [Архівовано 13 серпня 2010 у Wayback Machine.]
- Зорін, Олександр. Ангел-чорноробочий. Спогади на межі століть (Москва, 1993) [Архівовано 2 квітня 2010 у Wayback Machine.]
- Предеін Д., прот. Протоієрей Олександр Мень як видатний православний катехізатор і місіонер другої половини XX століття. — Одеса: Астропринт, 2015. — 400 с. — ISBN 978-966-190-996-9.
- Кунін М. М.  — М. : Молода гвардія, 2022. — 533[11] с. — (Життя чудових людей: сер. біогр.; вип. 1908) — 3000 прим. — ISBN 978-5-235-04506-4. Архівовано з джерела 13 грудня 2021 (рос.)